# Clinocottus embryum
Clinocottus embryum är en fiskart som först beskrevs av Jordan och Starks, 1895.  Clinocottus embryum ingår i släktet Clinocottus och familjen simpor. Inga underarter finns listade i Catalogue of Life.